# Triphosa dimidiata
Triphosa dimidiata là một loài bướm đêm trong họ Geometridae.